# Дарковер (цикл)
Дарковер (англ. Darkover) — науково-фентезійний цикл романів американської письменниці Меріон Зіммер Бредлі. Створювався під впливом творів Джона Толкіна, Генрі Гаґґарда, Сакса Ромера і Роберта Чемберса.
Є об'ємною космічною оперою про вигадану планету Дарковер. Поєднує в собі наукову фантастику, наукову фентезі, звичайну фентезі. Складається з декількох повноцінних циклів та підциклів, а також окремих романів. Втім існує суперечності щодо хронології подій в ній. Сама авторка рекомендувала читати книги в тому порядку, в якому вони були написані, а не Даркованському хронологічному порядку, оскільки її стиль написання значно змінився протягом створення циклу. Після смерті Бредлі серію продовжила Дебора Джейн Росс.
Коментуючи значення серії Darkover, письменник-фантаст Берд Серлз сказав, що книгам «судилося стати фундаментом 1970-х».

## Зміст
Наприкінці XXI століття уряд Землі відправляє кораблі для створення колоній на планетах інших зоряних систем. Одним з таких також є космічний корабель, який аварійно приземляється на четверту планету, яка обертається навколо червоного велетня Коттман. Планета отримує назву Дарковер. Не в змозі відремонтувати свій корабель і однаково не в змозі налагодити контакт із Землею, вцілілі створили колонію.
Основу колонії становлять шотландці та іспанці. Водночас на планеті виявляються автохтони — к'єрі. Поступово відбувається поєднання народів та культур. В результаті усі дарковерці мають русяву шкіру і мають блакитні або сірі очі, окрім одного з родів з карими очима.
Дарковерці суспільство феодального типу, що складалося з аристократії (коминів) та простолюдинів. При цьому вони оволоділи паранормальними здібностями (так званими ларанами). Для їх посилення застосовують головні камені (матриці) — кристали, здатні підключитися до розуму телепата, резонувати з його думками та посилювати силу ларана.
Цей період позначений неймовірною творчістю, розвитком технологій та озброєнь на базі ларанів, створенням системи веж, віддалених населених пунктів, де розміщуються та навчаються особи з винятковими ларанськими здібностями. Спочатку було створено багато дрібних князівств, які об'єдналися у 100 королівств. Через 1000 років починається війна серед мешканців планети, що триває 1000 років. Зрештою залишається 7 доменів (родин-коминів).
Через 2000 років після заснування колонії на Дарковері сюди прибуває космічний флот Землі. земляни за цей час стали інтелектуально та технологічно розвиненими, їх зброя сильніша за можливості дарковерців. Тому створюється космічний порт земля спочатку в місцині Каер-Донні, а пізніше в Тендарі — єдиному великому місті Дарковера. Невдовзі земляни встановлюють фактичну владу над планетою, керуючи за допомогою коминів. Але поступово дарковерці починають боротьбу за незалежність. Зрештою землянський уряд відмовляється від керування Дарковером.

## Світ циклу
Планета Дарковер обертається навколо зорі Коттман. Навколо самого Дарковера обертаються 4 місяці: ліріель, Киррдіс, Ідріель й Мормаллор. Дарковер схожий на середньовічну Шотландію — кланова система, нескінченні міжусобиці, кровна помста. Дарковерци створили нову, нетехнологічну цивілізацію. Їм протистоять земляни, які в цьому плані є більш розвиненими.
Офіційними володарями Дарковеру є представники клану Гастур-Ельгалин, які здатні передбачати майбутнє. Їх емблема — сріблясте дерево з кроною на синьому полі. Наймагутнішим кланом є Гастур-Гастур, оскільки не потребують матриць для посилення свого ларана. Їх емблема — сріблясте дерево у синьому полі. Втім військовою потугою володіє клан Алтон, члени якого здатни впливати на розум, проникаючи до нього. Члени клану Айллард мають найпотужніші псі-можливості, здатні розбудити їх в тих, в кого вони лише потенційні. Їх символ — перо. Клан Альдаран є союзником землян. Клан Ріденау з Серри наділено даром емпатії та спілкування з нелюдськими видами.
Усі ці клани є коминами, що розмовляють мовою каста (на основі іспанською). Загальною мовою спілкування є кауенга (на основі англійською та гельської).

## Суспільство Дарковера
Коли колоністи зрозуміли, що їхній космічний корабель ніколи більше не вилетить, вчені сказали, що для виживання будь-якої колонії з основним населенням всього декількох сотень і жодної реальної надії на імміграцію необхідно зберігати найбільшу кількість генетичного різноманіття. Це означало, що жінки повинні мати якомога більше дітей, мати більше чоловіків, і потрібна кожна дитина, що народжується.
Жінки мають мало прав, навіть у той час, коли колонія була знайдена Землянською імперією. Жінки з кланів коминів повинні мати дітей принаймні до тих пір, поки вони не народять спадкоємця чоловіка; виняток з цього є в клані Айллард, де головою клану є жінка.
Існує також категорія жінок-відмовників, оскільки вони відмовляються від вірності своєму клану чи родині і клянуться ніколи не мати дитини, тому що чоловік хоче цього.
Особливостями мешканців Дарковеру є інтуїтивність, інстинктивність, природність, феодалізм, молодість більшої частини, кількісна перевага жінок, гомосексуальність. На Дарковері є дві основні релігії: культ святого носія Фарделлі, похідне від християнства, і політеїстичний культ коминів.

## Раси Дарковера
Колоністи свої паранормальні можливості отримали після змішання з місцевим населенням — к'єрі. Останні нагадують ельфів — довгожителі, з 6 пальцями, телепати, напівгемафродити. Людям допомагають люди-коти, яких вивели колоністи на початку існування на планеті. Вони гарні мисливці, створюють племена.
Окремі раси становлять гуманоїди. Слугами людей є без особливих розумових здібностей є кралмаки, що мають золотаві очі та хвіст. Іншими слугами є «квіткові люди», які народжуються від зв'язку кралмаків з людьми. Нагадують молодих жінок з витонченими обличчями, довгими шиями і дуже стрункими, але неприродно вузькими тазами і з занадто довгими і тонкими стегнами. Вони мають лише естетичну та сексуальну функцію.
Іншими гуманоїдами є киррі. Гуманоїдні двоногі. Вони вкриті сірим хутром і мають обличчя мавпи з опуклими очима. Здатні завдавати електричних ударів. Дарковерці також контактують з арборіколами (так званими «лісовими людьми»), що мешкають на деревах й займаються торгівлею, насамперед лікарськими рослинами. У горах мешкають ямани, які мають темну шкіру й займаються ремісництвом.

## Теми
- Психічні (псі-можливості) та паранормальні сили, які трактуються як наука. Поступово протягом циклу вони перетворюються на магію, що створює перехід з фактистики до фентезі.
- Фемінізм, сексизм, ролі чоловіків та жінок у суспільстві, сексуальні стосунки та заборони. Пов'язані з цим питання вибору, право на аборти, демографічні проблеми.
- Расизм, ксенофобія, зіткнення культур землян та дарковерців внаслідок різного політично-суспільного ладу. Контакт між ними спричиняє ріст або процес дозрівання в кожному з них.
- Соціальне розшарування, стани.
- Війна.

## Романи циклу (за хронологією Дарковера)
- Підцикл Заснування
  - «Вимушене приземлення» (1972)
- Підцикл Епоха хаосу
  - «Королева бурь» (1978)
  - «Громовідвід» (2016, співавтор Д. Д. Росс)
- Підцикл Сто королівств
  - «Повелителька яструба» (1982)
  - «Два завойовника» (1980)
  - «Падіння Неская» (2001, співавтор Д. Д. Росс)
  - «Кузня Зандру» (2003, співавтор Д. Д. Росс)
  - «Полум'я в Галі» (2004, співавтор Д. Д. Росс)
  - «Спадкоємці Гаммерфелла» (1989)
- Підцикл Повторний контакт (Проти землян: перша епоха)
  - «Повторне відкриття» (1993, спільно з Мерседес Лекі)
  - Меч заклинань (1974)
  - «Заборонена вежа» (1977)
  - «Розбитий ланцюг» (1976)
  - «Дім Тендара» (1983, спільно з Жаклін Ліхтенберг)
  - «Місто чаклунства» (1984)
  - «Зірка небезпеки» (1965)
  - «Вітри Дарковера» (1970)
- Підцикл Після коминів (Проти землян: друга епоха)
  - «Криваве сонце» (1964, редаговано 1979)
  - «Спадщина Гастура» (1975)
  - «Планета хранителів» (1962)
  - «Меч Алдонів» (1962), переписано і змінено назву на «Вигнання Шарри» (1981)
  - «Шкідники світу» (1971)
  - «Лорд Гастур» (2010, співавтор Д. Д. Росс)
  - «Пісня вигнання» (1996, спільно з Адріанною Мартін-Барнс)
  - «Матриця тіней» (1998, спільно з Адріанною Мартін-Барнс)
  - «Сонце зрадника» (1999, спільно з Адріанною Мартін-Барнс)
- Підцикл Сучасний Дарковер
  - «Подарунок Альтону» (2007, співавтор Д. Д. Росс)
  - «Діти королів» (2013, співавтор Д. Д. Росс)
- Антології
  - «Ціна зберігача» (1980)
  - "Меч хаосу (1982)
  - «Вільні амазонки Дарковера» (1985)
  - «Інша сторона дзеркала» (1987)
  - «Червоне сонце Дарковера» (1987)
  - "Чотири місяці Дарковер"а (1987)
  - «Домени Дарковера» (1990)
  - «Відмовники Дарковера» (1991)
  - «Лероні з Дарковера» (1991)
  - «Вежі Дарковера» (1993)
  - «Дарковер Маріон Зімер Бредлі» (1993)
  - «Сніги Дарковера» (1994)
  - «Музика Дарковера» (2013)
  - «Зірки Дарковера» (2014)
  - «Подарунки Дарковера» (2015)
  - «Царства Дарковера» (2016)
  - «Маски Дарковера» (2017)
  - «Перехрестя Дарковера» (2018)
  - «Цитаделі Дарковера» (2019)

## Номінації
- премія Г'юго — роман «Заборонена вежа»
- премія Неб'юла — роман «Спадщина Гастура»
- премія Г'юго — роман «Меч Алдонів»